# Ruthagsskogens naturreservat
Ruthagsskogens naturreservat är ett naturreservat i Heby kommun i Uppsala län.
Området är naturskyddat sedan 1992 och är 98 hektar stort. Reservatet består av ett flertal olika naturtyper: 
- kuperade hällmarker med tall och renlavar
- tallskog med inslag av gran, med lingon- och blåbärsris
- kärr
- myrar med dvärgbjörkar, pors och tuvull.

Tallarna är upp till 250 år gamla. Äldre träd brann upp i en skogsbrand i början av 1700-talet.

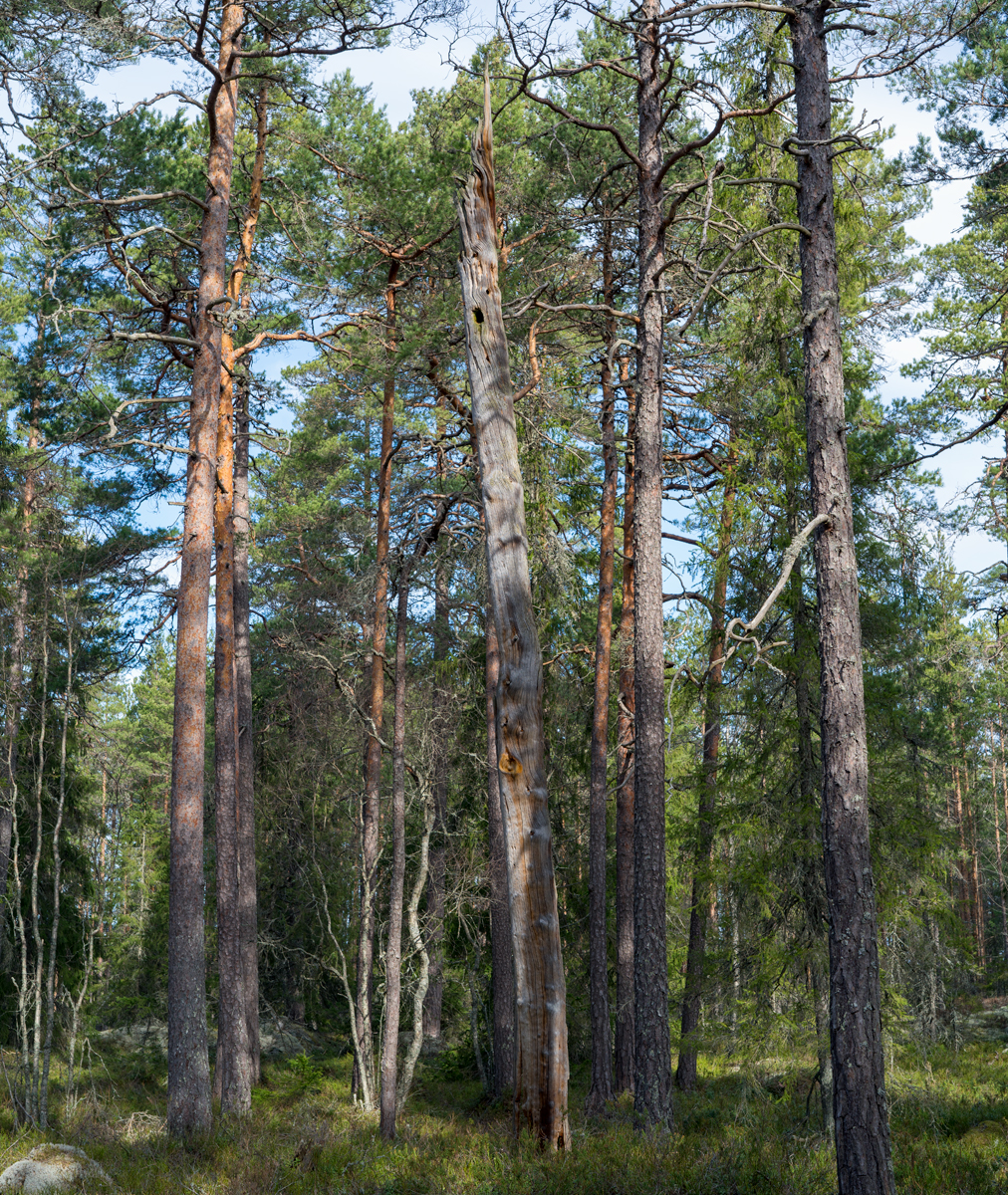
Torrfura.
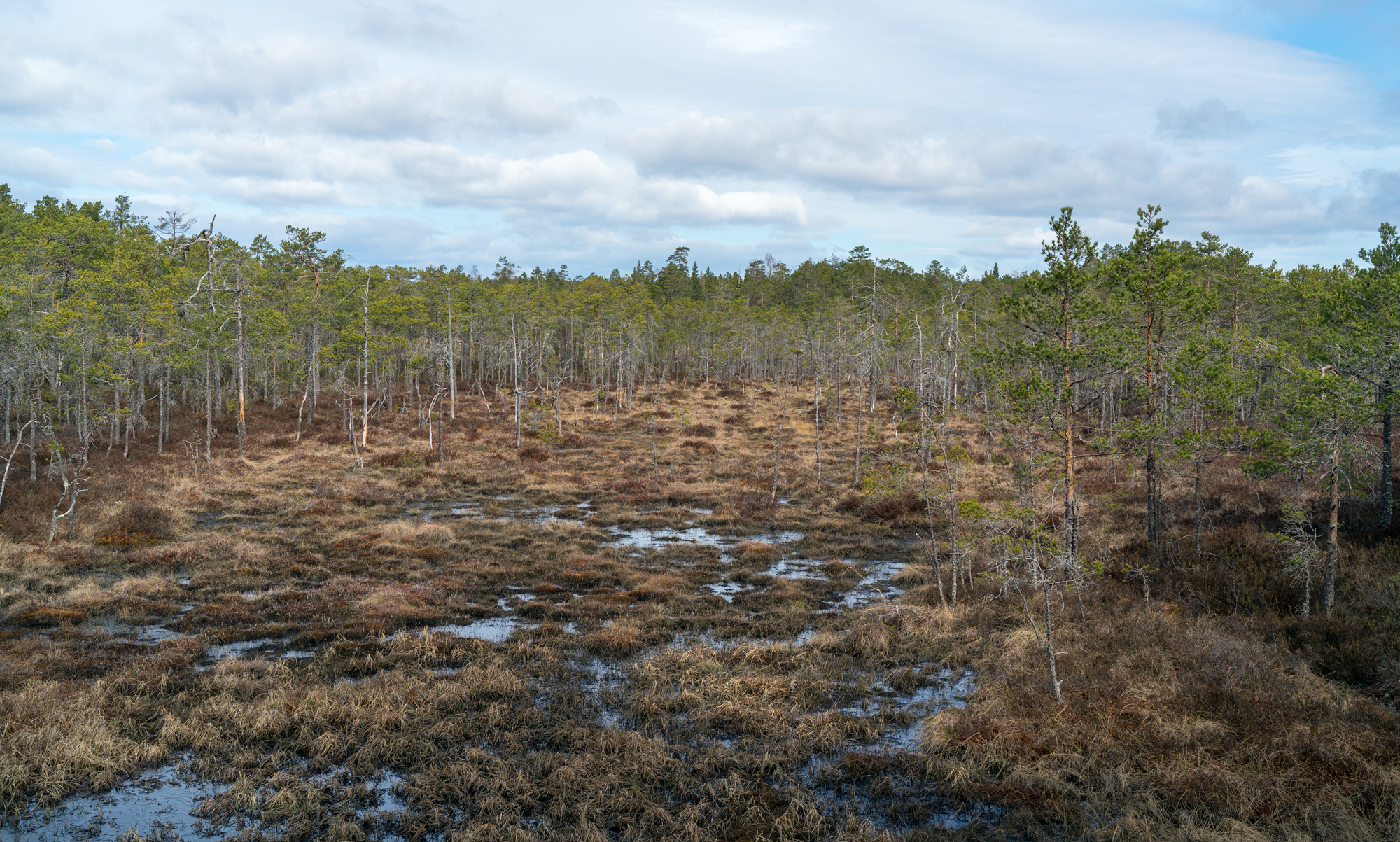
Myrar och kärr.
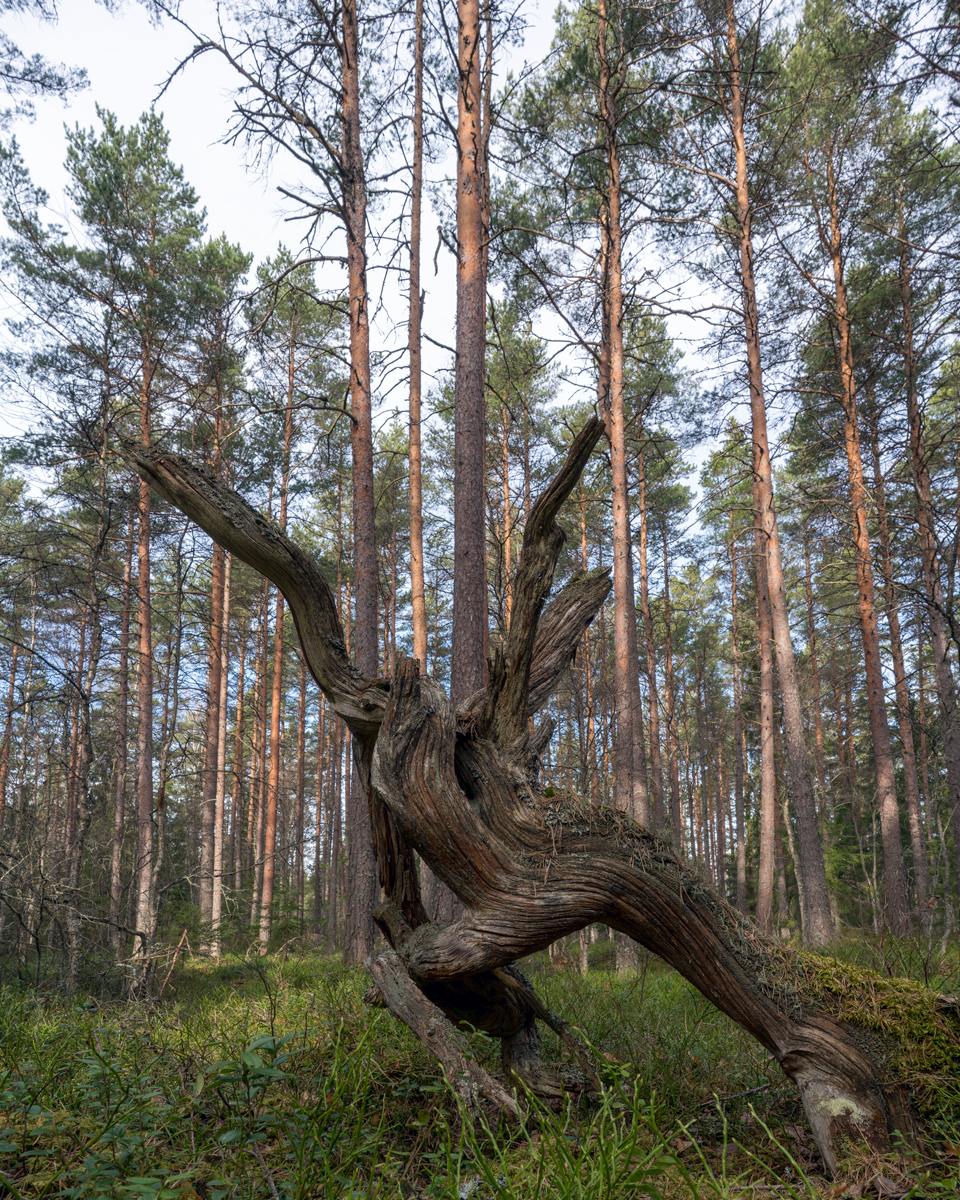
Tallskog med blåbärsris.
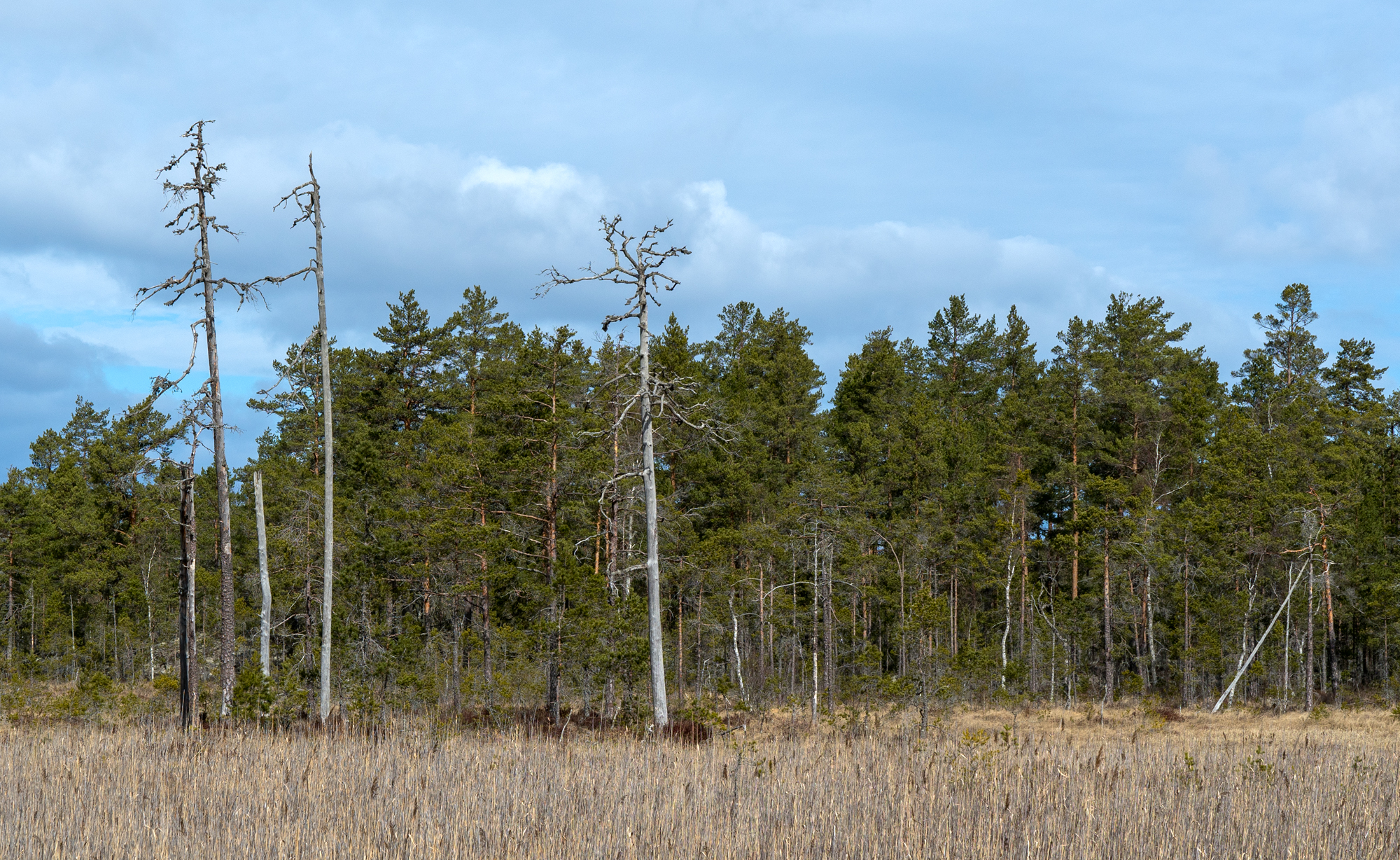
Kärr, myrmark och tallskog.